# Club Deportivo Unión Minas Volcán
Maillots
Le Club Deportivo Unión Minas Volcán, couramment appelé Unión Minas, est un club péruvien de football disparu basé à Cerro de Pasco, ville minière du centre du pays. 
Présent en 1re division du Pérou durant 16 saisons d'affilée (1986-2001), l'Unión Minas était particulièrement redouté de ses adversaires en raison de l'altitude de son stade, situé à plus de 4 000 m de hauteur.

## Histoire

### L'Unión Minas en D1 (1986-2001)
Promu en D1 en 1986, il joue son premier match au sein de l'élite le 16 novembre 1986 contre le Deportivo San Agustín (score 0-0). En 1998, le club réalise sa meilleure saison : il occupe la 1re place après la 9e journée du tournoi d'ouverture. Il finira 6e de ce championnat, son meilleur rang historique. 
En 2000, l'Unión Minas décide de ne plus jouer à Cerro de Pasco et déménage à Huancayo et Jauja. Mème s'il revient en 2001 à sa ville d'origine, il finit par descendre cette année, après une saison catastrophique qui voit cinq entraîneurs se succéder sur le banc de l'équipe. Son dernier match en D1, le 16 décembre 2001, se conclut par une défaite calamiteuse 8-3 aux mains du Sporting Cristal.

### Descente puis disparition
Sur le point de disparaître dans les années 2000 en raison de nombreuses dettes et sans l'aval financier de son principal sponsor, la compagnie minière Centromin Perú, le club reçoit le soutien d'une autre compagnie Volcan Compañía Minera (es) en 2007 d'où son changement de nom à Unión Minas Volcán. Participant aux éditions de la Copa Perú (D3 péruvienne) entre 2008 et 2010, l'Unión Minas finit par disparaître définitivement en 2011.

## Palmarès
- Ligue de la région de Pasco (3) :
  - Vainqueur : 1974, 1978 et 1984[7].

## Couleurs et logos

### Évolution du maillot

#### Domicile
L'Unión Minas utilisait une chemise jaune, un pantalon bleu et des chaussettes blanches. Ce maillot change en 2000 en arborant des rayures bleues horizontales sur la chemise. Le club est ainsi baptisé le « Parme de Cerro de Pasco ».
| 1986-1999 | 2000-2001 | 2001-2011 |

## Structures du club

### Estadio Daniel Alcides Carrión
Situé à 4 338 m d'altitude, le stade Daniel Alcides Carrión (en) est l'enceinte la plus élevée au monde, dépassant de 248 mètres l'Estadio Municipal de El Alto (es) en Bolivie.

## Personnalités historiques du club

### Anciens joueurs
- Mifflin Bermúdez
- Johan Fano
- Julio García
- Jorge Ágapo Gonzales
- Walter Vílchez

### Entraîneurs
| Entraîneurs de l'Unión Minas | Entraîneurs de l'Unión Minas | Entraîneurs de l'Unión Minas | Entraîneurs de l'Unión Minas |
| --- | --- | --- | ---------------------------- |
| - Miguel Dávila Ramos (1974-...) - César Dávila (entraîneur-joueur) (1986) - Reynaldo Párraga (es) (1987) - Pedro Paredes Prada (1991) - Ronald Amoretti (1992) - Mario Gonzales (1993) - Duilio Poggi / Pedro Paredes Prada (1993) - Gualberto Martínez (1994) - Duilio Poggi (1994) | - Pedro Paredes Prada (1995) - Rafael Castañeda (1995) - Tito Morinaga (1996) - Gustavo Merino (1997) - Rafael Castañeda (1997) - Pedro Paredes Prada (1997) - Álvaro de Jesús Gómez (es) (1998) - Alberto Rujana (en) (1999) - Roberto Arrelucea (1999) | - José "Chepe" Torres (2000) - Roberto Mosquera (2001) - Pedro Paredes Prada (2001) - Álvaro de Jesús Gómez (es) (2001) - Ramón Quiroga (2001) - Rafael Castañeda (2001) - Alfredo Vargas (2008) - Julio César Buendía (2010) |                              |